# Kolhapur
Kolhapur là một thành phố và là nơi đặt hội đồng thành phố (municipal corporation) của quận Kolhapur thuộc bang Maharashtra, Ấn Độ.

## Địa lý
Kolhapur có vị trí 16°42′B 74°13′Đ / 16,7°B 74,22°Đ Nó có độ cao trung bình là 545 mét (1788 feet).

## Nhân khẩu
Theo điều tra dân số năm 2001 của Ấn Độ, Kolhapur có dân số 485.183 người. Phái nam chiếm 52% tổng số dân và phái nữ chiếm 48%. Kolhapur có tỷ lệ 80% biết đọc biết viết, cao hơn tỷ lệ trung bình toàn quốc là 59,5%: tỷ lệ cho phái nam là 84%, và tỷ lệ cho phái nữ là 75%. Tại Kolhapur, 10% dân số nhỏ hơn 6 tuổi.